# Copa del Rey 1930
Die Copa del Rey 1930 war die 28. Austragung des spanischen Fußballpokals.
Der Wettbewerb startete am 6. April und endete mit dem Finale am 1. Juni 1930 im Estadi Montjuïc in Barcelona. Titelverteidiger des Pokalwettbewerbes war RCD Español. Den Titel gewann Athletic Bilbao durch einen 3:2-Erfolg nach Verlängerung im Finale gegen Real Madrid.

## Runde der letzten 32
Die Hinspiele wurden am 6. April, die Rückspiele am 13. April 1930 ausgetragen.
|                  | Gesamt |                           | Hinspiel | Rückspiel |
| ---------------- | ------ | ------------------------- | -------- | --------- |
| Racing Santander | 4:5    | Athletic Bilbao           | 3:0      | 1:5       |
| Real Sociedad    | 4:0    | Gimnástica de Torrelavega | 2:0      | 2:0       |
| Racing de Madrid | 1:7    | Real Unión                | 0:3      | 1:4       |
| CD Castellón     | 2:2    | Athletic Madrid           | 1:0      | 1:2       |
| FC Barcelona     | 11:10  | Deportivo La Coruña       | 8:0      | 3:1       |
| CD Alavés        | 5:4    | Real Gijón                | 5:1      | 0:3       |
| CA Osasuna       | 6:1    | Iberia SD                 | 3:0      | 3:1       |
| CD Alfonso XIII  | 02:13  | RCD Español               | 1:7      | 1:6       |
| Real Valladolid  | 2:6    | RC Victoria               | 1:1      | 1:5       |
| Real Oviedo      | 4:2    | CD Europa                 | 4:0      | 0:2       |
| Real Murcia      | 15:00  | Don Benito FC             | 10:00    | 5:0       |
| Patria Aragón    | 2:2    | Real Madrid               | 1:1      | 1:1       |
| Arenas Club      | 8:1    | FC Cartagena              | 6:1      | 2:0       |
| FC Sevilla       | 2:2    | Cultural Leonesa          | 1:0      | 1:2       |
| Celta Vigo       | 2:5    | FC Valencia               | 2:0      | 0:5       |

- Betis Sevilla erhielt ein Freilos.

### Entscheidungsspiele
|               | Ergebnis |                  |
| ------------- | -------- | ---------------- |
| CD Castellón  | 17:1 1   | Athletic Madrid  |
| Patria Aragón | 21:6 2   | Real Madrid      |
| FC Sevilla    | 22:1 2   | Cultural Leonesa |

## Achtelfinale
Die Hinspiele wurden am 20. April, die Rückspiele am 27. April 1930 ausgetragen.
|                 | Gesamt |               | Hinspiel | Rückspiel |
| --------------- | ------ | ------------- | -------- | --------- |
| Athletic Bilbao | 5:2    | Real Sociedad | 4:1      | 1:1       |
| Real Unión      | 2:1    | CD Castellón  | 0:1      | 2:0       |
| Betis Sevilla   | 1:3    | FC Barcelona  | 1:1      | 0:2       |
| CD Alavés       | 4:1    | CA Osasuna    | 3:1      | 1:0       |
| RCD Español     | 8:2    | RC Victoria   | 5:1      | 3:1       |
| Real Murcia     | 4:6    | Real Oviedo   | 2:1      | 2:5       |
| Real Madrid     | 4:0    | Arenas Club   | 2:0      | 2:0       |
| FC Valencia     | 7:4    | FC Sevilla    | 5:1      | 2:3       |

## Viertelfinale
Die Hinspiele wurden am 4. Mai, die Rückspiele am 11. Mai 1930 ausgetragen.
|             | Gesamt |                 | Hinspiel | Rückspiel |
| ----------- | ------ | --------------- | -------- | --------- |
| RCD Español | 3:0    | Real Oviedo     | 2:0      | 1:0       |
| CD Alavés   | 3:5    | FC Barcelona    | 2:1      | 1:4       |
| Real Unión  | 3:7    | Athletic Bilbao | 3:3      | 0:4       |
| FC Valencia | 4:5    | Real Madrid     | 2:5      | 2:0       |

## Halbfinale
Die Hinspiele wurden am 18. Mai, die Rückspiele am 25. Mai 1930 ausgetragen.
|                 | Gesamt |              | Hinspiel | Rückspiel |
| --------------- | ------ | ------------ | -------- | --------- |
| Athletic Bilbao | 5:5    | FC Barcelona | 2:1      | 3:4       |
| RCD Español     | 1:2    | Real Madrid  | 1:0      | 0:2       |

### Entscheidungsspiele
|                 | Ergebnis |              |
| --------------- | -------- | ------------ |
| Athletic Bilbao | 14:0 1   | FC Barcelona |

## Finale
| Athletic Bilbao                             | Athletic Bilbao | Real Madrid | Real Madrid |
| ------------------------------------------- | --- | --- | ----------- |
| Athletic Bilbao                             | \| 1. Juni 1930 in Barcelona (Estadi Montjuïc) \| \| Ergebnis: 3:2 n. V. (2:2, 2:1) \| \| Zuschauer: 63.000 \| \| Schiedsrichter: Guillermo Comorera \|                                                          | \| 1. Juni 1930 in Barcelona (Estadi Montjuïc) \| \| Ergebnis: 3:2 n. V. (2:2, 2:1) \| \| Zuschauer: 63.000 \| \| Schiedsrichter: Guillermo Comorera \|                                                         | Real Madrid |
| Athletic Bilbao                             | Gregorio Blasco – José María Castellanos, Juan Urquizu – Juan Garizurieta, José Muguerza, Chirri II – Lafuente, José Iraragorri, Víctor Unamuno, Bata, Guillermo Gorostiza Cheftrainer: Fred Pentland ( England) | Rafael Vidal – José Torregrosa, Félix Quesada – Pachuco Prats, Desiderio Esparza, José María Peña – Jaime Lazcano, Monchín Triana, Gaspar Rubio, Cosme Vázquez, Luis Olaso Cheftrainer: Lippo Hertzka ( Ungarn) | Real Madrid |
| Athletic Bilbao                             | 1:0 Víctor Unamuno (1.) 2:1 José Iraragorri (45.) 3:2 Lafuente (115.) | 1:1 Jaime Lazcano (15.) 2:2 Monchín Triana (65.) | Real Madrid |
| 1. Juni 1930 in Barcelona (Estadi Montjuïc) | | |             |
| Ergebnis: 3:2 n. V. (2:2, 2:1)              | | |             |
| Zuschauer: 63.000                           | | |             |
| Schiedsrichter: Guillermo Comorera          | | |             |